# Sains-en-Gohelle
Sains-en-Gohelle ist eine französische Gemeinde und gehört zum Kanton Bully-les-Mines im Département Pas-de-Calais in der Region Hauts-de-France. Die Gemeinde mit 5972 Einwohnern (Stand: 1. Januar 2022) gehört zur Communauté d’agglomération de Lens-Liévin.

## Geographie
Sains-en-Gohelle liegt in der Landschaft Gohelle zwischen den Hügeln der früheren Grafschaft Artois. Nachbargemeinden sind Nœux-les-Mines im Norden und Nordwesten, Mazingarbe im Nordosten, Bully-les-Mines im Osten, Aix-Noulette im Südosten, Bouvigny-Boyeffles im Süden und Hersin-Coupigny im Westen.
Durch die Gemeinde führen die Autoroute A26 und die frühere Route nationale 37 (heute: D937).

## Geschichte
Seit 1190 trägt der Ort den Namen Seins (als Verkürzung von Villa (de) sanctis (Ort der Heiligen)). Als Bergbaugemeinde war die Ortschaft schon früh bekannt.
| Bevölkerungsentwicklung | Bevölkerungsentwicklung | Bevölkerungsentwicklung | Bevölkerungsentwicklung | Bevölkerungsentwicklung | Bevölkerungsentwicklung | Bevölkerungsentwicklung | Bevölkerungsentwicklung | Bevölkerungsentwicklung |
| ----------------------- | ----------------------- | ----------------------- | ----------------------- | ----------------------- | ----------------------- | ----------------------- | ----------------------- | ----------------------- |
| Jahr                    | 1962                    | 1968                    | 1975                    | 1982                    | 1990                    | 1999                    | 2006                    | 2011                    |
| Einwohner               | 5248                    | 5340                    | 5186                    | 5584                    | 6031                    | 6084                    | 6049                    | 6420                    |

## Sehenswürdigkeiten

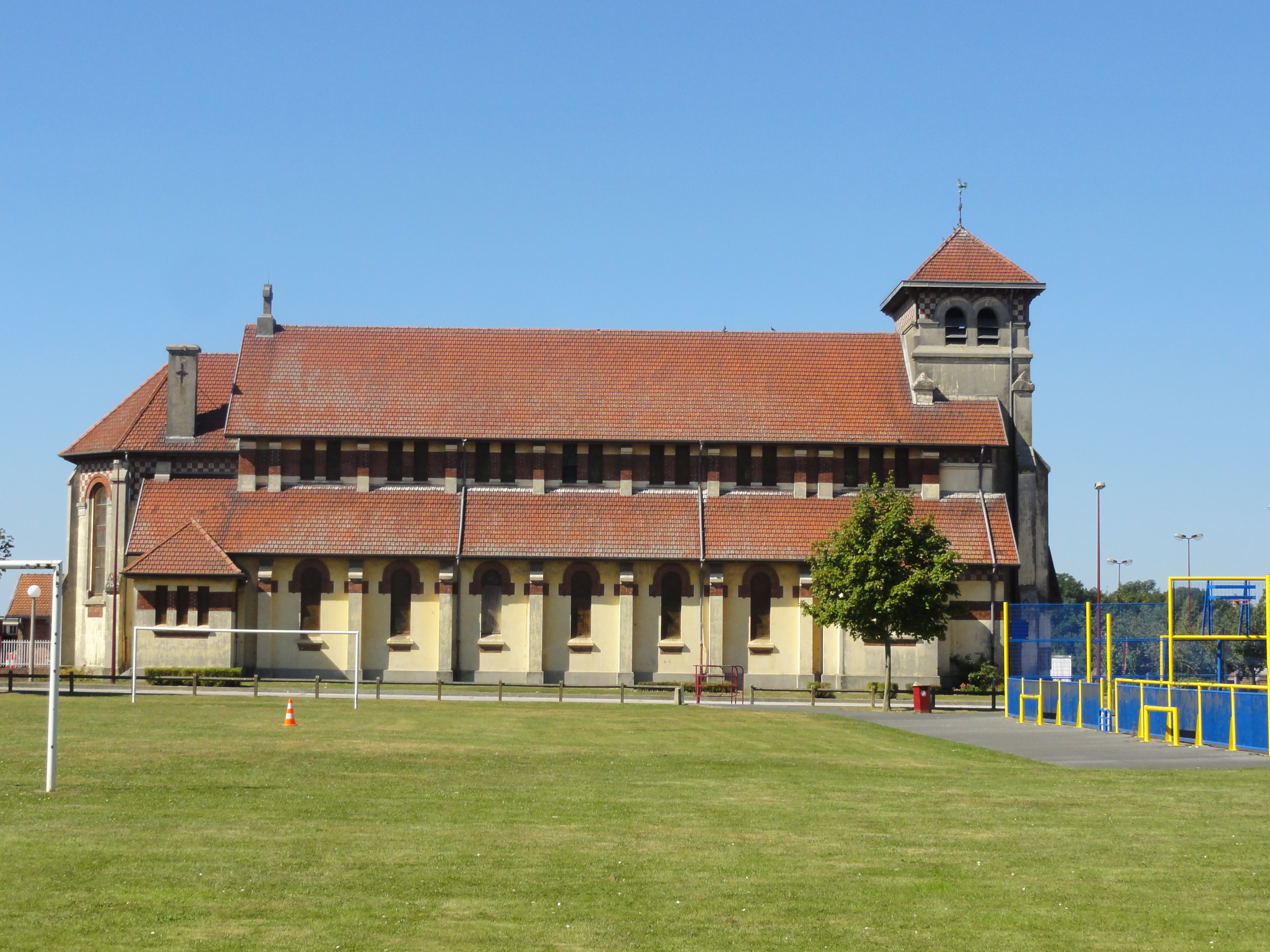
Frühere Kirche Saint-Marguerite

- Die frühere Kirche Saint-Marguerite im Art-déco-Stil
- Kirche Saint-Vaast aus dem zwölften Jahrhundert
- Kapelle Sainte-Appoline und der Bacon-Park
- verkleinerte Replik des Eiffelturms

Replik des Eiffelturms auf einer Verkehrskreiselinsel

## Persönlichkeiten
- Jean-Claude Gautrand (1932–2019), Fotograf
- Daniel Krawczyk (* 1961), Fußballspieler